# Боровянка (Сілезьке воєводство)
Боровянка (пол. Borowianka) — село в Польщі, у гміні Клобуцьк Клобуцького повіту Сілезького воєводства.
Населення — 498 осіб (2011).
У 1975-1998 роках село належало до Ченстоховського воєводства.

## Демографія
Демографічна структура станом на 31 березня 2011 року:
|          | Загалом | Допрацездатний вік | Працездатний вік | Постпрацездатний вік |
| -------- | ------- | ------------------ | ---------------- | -------------------- |
| Чоловіки | 262     | 52                 | 185              | 25                   |
| Жінки    | 236     | 38                 | 147              | 51                   |
| Разом    | 498     | 90                 | 332              | 76                   |